# マイティ・ダックス
マイティ・ダックス（Mighty Ducks）とは、ディズニーのテレビアニメ。
1992年の実写映画『飛べないアヒル』を基にしているが、映画版は人間が選手であったのに対し、本作は擬人化されたアヒルが選手となっている。
アメリカ合衆国では1996年9月6日にABCで放送、ディズニー・アフターヌーンとしては最後の放送。日本では2007年3月27日からWOWOWで放送されていた。2021年3月26日より日本のDisney+で配信されている。

## キャラクター
ワイルドウィング
声：小川輝晃、英 - イアン・ジーリング
ノーズダイブ
声：勝杏里、英 - スティーブ・マッコール
デューク
声：鈴木貴征、英 - ジェフ・ベネット
マロリー
声：大浦冬華、英 - ジェニファー・ヘイル
ターニャ
声：AKIKO、英 - エイプリル・ウィンチェル
グリン
声：梁田清之、英 - ブラッド・ギャレット

### 仲間たち
カナード・サンダービーク
声：?、英 - タウンゼンド・コールマン
フィル
声：?、英 - ジェームズ・ベルーシ

### 悪役
ドラゴナス
声：廣田行生、英 - ティム・カリー
カメレオン
声：?、英 - フランク・ウェルカー
レイス
声：?、英 - トニー・ジェイ
ドロイド博士
声：?、英 - チャーリー・アドラー
アステロス
声：?、英 - ウィリアム・モーガン・シェパード

## スタッフ
- アニメーション制作 - あにまる屋、ウォルト・ディズニー・アニメーション・ジャパン[3]
- アニメーション制作（海外） - ソヌアニメーション（英語版）（韓国）、ココ・エンタープライズ（韓国）、ワン・フィルム・プロダクション（英語版）（台湾）、プラスワンアニメーション（英語版）（韓国）
- 製作 - ウォルト・ディズニー・テレビジョン・アニメーション

## 各話リスト
- 日本におけるWOWOW放送順とは異なり、日本のDisney+ではアメリカ放送順と同じ配信順となっている。

| 話数 US | 話数 WOWOW | 邦題エピソード                   | 原題エピソード               | 日本 放送日            |
| ------- | ---------- | -------------------------------- | ---------------------------- | ---------------------- |
| 1–2     | 1–2        | マイティ・ダックス現る！         | The First Face Off           | 2007年 3月27日 3月28日 |
| 3       | 4          | 美人スパイにご用心               | A Traitor Among Us           | 4月2日                 |
| 4       | 23         | エネルギー・クリーチャーの攻撃   | Zap Attack                   | 5月8日                 |
| 5       | 18         | フィルの災難                     | Phil In The Blank            | 4月25日                |
| 6       | 17         | フェア・プレイ                   | Power Play                   | 4月24日                |
| 7       | 5          | アステロスの砦                   | Dungeons And Ducks           | 4月3日                 |
| 8       | 15         | マスクを被るべき者               | Take Me To Your Leader       | 4月19日                |
| 9       | 20         | 人間VSダックス                   | The Human Factor             | 5月1日                 |
| 10      | 6          | ダック・トゥ・ザ・フューチャー   | Beak To The Future           | 4月4日                 |
| 11      | 16         | ミニミニダックス                 | Microducks                   | 4月23日                |
| 12      | 19         | マイティ・ダックス対プローン     | Beaks Vs. B.R.A.W.N.         | 4月26日                |
| 13      | 21         | ジュラシック・パック             | Jurassic Puck                | 5月2日                 |
| 14      | 9          | 帰ってきたドロイド博士           | The Return of Dr. Droid      | 4月10日                |
| 15      | 24         | モンドーマンは人類のヒーロー！？ | Mondo-Man                    | 5月9日                 |
| 16      | 8          | パック・フィクション             | Puck Fiction                 | 4月9日                 |
| 17      | 22         | マイグレーダー危機一髪！         | Monster Rally                | 5月7日                 |
| 18      | 3          | 天才少年バズ・ブリッツマン       | Buzz Blitzman, Mighty Duck!  | 3月29日                |
| 19      | 25         | 可愛いエイリアン                 | Bringing Down Baby           | 5月10日                |
| 20      | 13         | 恐怖のスペース・ホッケー         | Mad Quacks Beyond Hockeydome | 4月17日                |
| 21      | 26         | アトランティスの因われの王子     | The Final Face Off           | 5月14日                |
| 22      | 12         | アナハイムに降る雪               | The Iced Ducks Cometh        | 4月16日                |
| 23      | 14         | 恐怖のアヒル狩り                 | The Most Dangerous Duck Hunt | 4月18日                |
| 24      | 10         | 帰ってきたアステロス             | The Return of Asteroth       | 4月11日                |
| 25      | 7          | 乗っ取られたダックス本部         | Duck Hard                    | 4月5日                 |
| 26      | 11         | 宝石泥棒の正体                   | To Catch A Duck              | 4月12日                |

## 主題歌
オープニング「ダックス・ロック（Ducks Rock）」
歌：ミッキー・トーマス（オリジナル版）、大嶋吾郎（日本語版）
エンディング「ダックス・ロック インストゥメンタル（Ducks Rock Instrumental）」

## 日本語版スタッフ
- 演出：蓑浦良平[5]
- 翻訳：高間俊子、菅佐千子[5]
- 音楽演出：市之瀬洋一[5]